# مايك بلاك (لاعب كرة قدم أمريكية أمريكي)
مايك بلاك (بالإنجليزية: Mike Black)‏ هو لاعب كرة قدم أمريكية أمريكي، ولد في 25 يوليو 1969.

## وصلات خارجية
- مايك بلاك (لاعب كرة قدم أمريكية أمريكي) على موقع JustSportsStats.com (الإنجليزية)